# Brookesia nasus
Brookesia nasus är en ödleart som beskrevs av  George Albert Boulenger 1887. Brookesia nasus ingår i släktet Brookesia och familjen kameleonter. IUCN kategoriserar arten globalt som sårbar.

## Underarter
Arten delas in i följande underarter:
- B. n. nasus
- B. n. pauliani